# Relations entre la Belgique et la Slovaquie
Les Relations entre la Belgique et la Slovaquie ont été établies en 1993. 
La Belgique a une ambassade à Bratislava et un consulat Honoraire à Košice. Un lycée bilingue Belgo-Slovaque est implanté à Žilina, dans cette école, une partie des cours est enseignée en français par des professeurs belges.
La Slovaquie entretient à Bruxelles une ambassade auprès du Royaume de Belgique, une délégation permanente auprès de l'OTAN et auprès de l'Union européenne. Il y a également des consulats honoraires à Mons, Gand, Anvers et liège.
Les deux pays font partie de l'OTAN, de l'Union européenne.